# Distrikt Las Pirias
Der Distrikt Las Pirias liegt in der Provinz Jaén in der Region Cajamarca im Norden Perus. Der Distrikt wurde am 4. Januar 1985 gegründet. Er besitzt eine Fläche von 65,3 km². Beim Zensus 2017 wurden 4547 Einwohner gezählt. Im Jahr 1993 lag die Einwohnerzahl bei 5234, im Jahr 2007 bei 4344. Sitz der Distriktverwaltung ist die 1605 m hoch gelegene Ortschaft Las Pirias mit 820 Einwohnern (Stand 2017). Las Pirias befindet sich 10 km nordnordwestlich der Provinzhauptstadt Jaén.

## Geographische Lage
Der Distrikt Las Pirias befindet sich an der Ostflanke der peruanischen Westkordillere nordostzentral in der Provinz Jaén. Das Areal wird von mehreren kleineren Flüssen nach Osten hin entwässert.
Der Distrikt Las Pirias grenzt im Nordwesten an den Distrikt Huabal, im Nordosten an den Distrikt Bellavista sowie im Süden an den Distrikt Jaén.

## Ortschaften
Neben dem Hauptort gibt es folgende größere Ortschaften im Distrikt:
- El Laurel
- El Limon
- La Laguna
- Salabamba
- San Miguel